# Nikola IV. Frankapan
Nikola IV. Frankapan ili Frankopan (lat. Nicolaus de Frangepan) (?, o. 1360. – ?, 26. lipnja 1432., po drugim izvorima nakon 1352. – 1432.), hrvatski velikaš, krčki knez iz obitelji Frankapan i hrvatsko-dalmatinski ban (1426. – 1432.). Sin je Ivana V. Krčkog i Ane Goričke. Prvi je pripadnik roda koji je uzeo prezime Frankapan i jedan je od najmoćnijih članova obitelji. Suvremenici su ga zvali "knez Mikula".

## Životopis
Poslije očeve smrti 1393. naslijedio je obiteljska imanja kojima je upravljao zajedno s majkom Anom. Bio je knez krčki i modruški, a kralj Žigmund ga je potvrdio za rapskog kneza. Nikola je svoje posjede proširio i kupnjom Ribnika kraj Ozlja od Mikca Prodavića za 9000 dukata, a 1397. kralj mu je predao grad Ozalj za 17.000 dukata.
U vrijeme dinastičkih nemira u Hrvatskoj i Ugarskoj, Nikola je privremeno pristupio Ladislavu Napuljskom, ali 1403. ponovno je u Žigmundovoj milosti. Godine 1404. Rabljani ga izabiru za doživotnog kneza te dobio od kralja Žigmunda darovnicu grad Ozalj i Klokoč.
Sklopio je savez s knezom Ivanišem Nelipčićem uperen protiv Ladislava Napuljskog koji je potvrđen 1411. godine zarukama Nikolinog sina Ivana VI. s Ivaniševom kćeri Katarinom. Iste godine Nikola je hodočastio u Svetu zemlju. Godine 1412. dao je obnoviti crkvicu Blažene Djevice Marije u Crikvenici. Po toj se crkvi gradić i zove. Do crkve je dao sagraditi samostan, u koji je doveo pavline. Ta darovnica od 14. kolovoza 1412. kojom je Nikola IV. u Modrušu darovao pavlinima samostan, najstariji je pisani izvor koji spominje ime Crikvenice. Samostanska je zgrada povezala okolna raštrkana ribarska naselja u jedno. Tako ga se smatra osnivačem današnje Crikvenice.
Za rata Hrvatsko-Ugarske i Mletaka (1411. – 1413.) podupirao je kralja Žigmunda koji mu je 1412. godine potvrdio matični krčki posjed. Za novoga rata Hrvatsko-Ugarske i Mletaka (1418. – 1420.) opustošeni su mu posjedi, a uskoro se sukobio i s Celjskim grofovima koji su mu na ime miraza nećakinje Elizabete oduzeli dio otoka Krka, Trsat, Bakar i Bribir. Sukob je razriješen na budimskom dvoru 1424., a sporni posjedi ostali su u vlasti obitelji Frankapana.
Godine 1426. postao je hrvatsko-dalmatinskim banom. Kralj Žigmund založio mu je gradove Bihać s kotarom, Sokol, Ripač, Čoku, Rmanj, Knin, Lab, Vrliku, Ostrovicu i Skradin te županiju Luku, čitava Poljica i sve kraljevske Vlahe u Hrvatskoj za 28.000 dukata, a 1431. potvrdio mu je te posjede za 14.000 dukata.  Kralj mu je praktično dao skoro sve u ondašnjoj Hrvatskoj što je imao, a jedino što mu nije dao bila je baština Nelipčića i Kurjakovića.
Godine 1428. uzeo je prezime Frankapan, a 1430. godine, kad je posjetio Rim, papa Martin V. potvrdio mu je odnosno priznao srodstvo sa starom rimskom patricijskom obitelji Frangipana, koji su se pozivali na antičko podrijetlo iz roda Anicija. te je priznao promjenu obiteljskog grba, radi isticanja tog navodnog srodstva s tom rimskom obitelji. To isticanje srodstva s rimskim patricijima bila je moda onog vremena.
Nikola IV. je za svojega života objedinio sve obiteljske posjede i doveo moć Frankopana do vrhunca. Nakon njegove smrti, njegovo razgranato potomstvo podijelilo je obiteljske posjede među osam loza i od tada započinje pad frankapanske moći.

## Privatni život
Ženio se tri puta; supruge su mu bile Doroteja Gorjanski (1405. godine), sestra palatina Nikole II. Gorjanskog, Marta Iločka (kći mačvanskog bana Mirka Iločkog i sestrična budućeg moćnog slavonskog bana i bosanskog kralja Nikole Iločkog), te Blanka Sforza. Imao je ukupno jedanaestoro djece čiji će potomci stvoriti nekoliko značajnih ogranaka obitelji (Cetinski, Ozaljski, Tržački i Slunjski): [navesti tko je majka kojem od ove djece]
- Ivan VI. (o. 1405. – 1436.)
- Nikola V. († 1456.)
- Stjepan III. (II.) Modruški (kraj 14. ili poč. 15. st. – iza 1484.)
- Juraj (spomen 1416.)
- Bartol IX. († o. 1458.)
- Žigmund († 1465.)
- Martin IV. (o. 1415. – 1479.)
- Katarina (spomen 1416.)
- Dujam IV. (1416. – 1487.)
- Andrija I. (1434. – 1439.)
- Ivan VII. Krčki (o. 1424. – o. 1486.)